# Gevheri Sultan
Gevheri Sultan (30. listopadu 1904 Istanbul – 10. prosince 1980 Istanbul) byla osmanská princezna, hudební umělkyně a skladatelka.

## Mládí
Gevheri Sultan se narodila v listopadu 1904 v paláci Çamlıca. Její otec byl Şehzade Mehmed Seyfeddin a matka Nervaliter Hanımefendi. Byla třetím dítětem a jedinou dcerou svého otce a druhým dítětem své matky. Měla dvojče, bratra Şehzade Ahmed Tevhid a o rok staršího bratra Şehzade Mehmed Şevket. Byla vnučkou osmanského sultána Abdulazize.

## Exil a manželství
Po rozpadu Osmanské říše v roce 1924 se Gevheri spolu s rodinou usadila v Nice ve Francii, kde její otec v roce 1927 zemřel. Od té doby se rodina neustále stěhovala, zatímco Gevheri zůstávala pořád v Nice. Nastěhovala se do domu svého strýce, bývalého sultána Abdulmecida.
Po pár letech života s rodinou svého strýce byla zasnoubena se synem indického vyslance, avšak krátce před svatbou bylo zjištěno, že udržuje poměr s někým jiným a svatba byla zrušena. Její strýc byl velmi naštvaný a poslal ji žít s její matkou, která v té době neměla kde bydlet.
V roce 1930 se provdala za egyptského prince Ahmeda a přestěhovala se do Káhiry. V roce 1948 ale ovdověla.

## Hudební tvorba
Gevheri se naučila hrát na několik nástrojů od svého otce. Ovládala hru na lyru, tanbur (nástroj podobný kytaře) a lavtu (antická loutna). Vytvořila několik vokálních a instrumentálních nahrávek. Nepokračovala ve studiu turecké hudby až do doby, kdy dostala povolení k návratu do své země. Později se tu díky hře na tanbur stála známou. Její tvorba pak zazněla v tureckých rádiích a televizi.

## Pozdější léta a smrt
V roce 1952 dostala povolení k návratu do Turecka, jelikož byl exil pro ženské potomky dynastie zrušen. Svá poslední léta života strávila se svou sestřenicí Mihrişah Sultan, dcerou korunního prince Şehzade Yusuf Izzeddina. Žily společně v malém apartmánu na náměstí Taksim v Istanbulu. Zemřela v prosinci 1980 a byla pohřbena v mauzoleu své pradědy, sultána Mahmuda II.